# 栗田工業股份
栗田工業股份有限公司，簡稱栗田工業、栗田工業股份、（日語）栗田工業株式会社或（英文）Kurita Water Industries Ltd.（東證1部：6370），是在1949年最初在兵庫縣神戶市創立，最初是經營舊日本海軍清洗鍋爐劑專門店。後來轉為經營污水處理裝置設備。
另外，和其他「栗田春生」創業者沒關係的。
其股份自分別在1961年於大阪證券交易所及東京證券交易所上市。董事長藤野宏，以及總裁為齊藤浩，總部位於東京都中野区中野四丁目10番1号。
日本食人魔佐川一政的父親佐川明曾任栗田功業株式會社的社長。原姓森本，出生於1914年，在二戰的時候參軍，曾在中國東北犯下累累罪行。戰爭結束後作為戰俘，還在西伯利亞的俘虜營里呆過幾年。與此同時，大女兒出生十天后去世。原本家境不錯，受教育程度也高，曾在一橋大學讀過書。回國後很快傍上了白富美妻子，火速入贅了妻子的佐川家，所以也順理成章的改了姓氏為「佐川」。

## 外部連結
- 栗田工業股份有限公司 （页面存档备份，存于）